# قوج علي (أديامان)
قوج علي (بالكردية: Qocelî‏) (بالتركية: Koçali)‏ هي قرية كرديّة رشوانيّة تتبع إداريّاً لمديرية أديامان في محافظة أديامان التركية الواقعة في جنوب شرق الأناضول. وبلغ عدد سكانها 463 نسمة في عام 2021.